# Albrecht Eggert
Albrecht Eggert (* 23. März 1903; † 5. Januar 1977) war ein deutscher Offizier der Wehrmacht und gehörte seit 1933 zur Widerstandsgruppe um Ewald von Kleist-Schmenzin.

## Leben
Eggert war als Administrator des Ritterguts Zipkow bei Stolp in Pommern tätig. Er war Angehöriger der Bekennenden Kirche. 1934 und 1935 wurde Eggert zweimal verhaftet aber mangels Beweise wieder freigelassen. Als Reserveoffizier lehnte er es 1936 ab, die geforderte Loyalitätserklärung abzugeben, rückhaltlos zum Nationalsozialismus zu stehen. Auf Eggert daraufhin aufmerksam geworden, veranlasste der spätere Oberst Berndt von Kleist, ein Vetter von Kleist-Schmenzin, seine Versetzung zur Führungsabteilung der Heeresgruppe Mitte. Dort befand sich bereits eine kleine Gruppe von anti-nationalsozialistischen Offizieren um den späteren Generalmajor Henning von Tresckow. In seiner Charakterisierung der betreffenden Offiziere schreibt Fabian von Schlabrendorff in seinem Buch „Offiziere gegen Hitler“:
„Ihm (Major i.G. Hans-Ulrich von Oertzen) zur Seite stand Hauptmann Eggert, der durch Ruhe und Konsequenz hervorragte. Was ihn aber vor allen anderen auszeichnete, war die Unerschütterlichkeit seiner religiösen und politischen Weltanschauung, von der er aufs Tiefste durchdrungen war.“
An der Vorbereitung eines Attentats im März 1944, bei dem Hitler auf dem Weg vom Flugfeld zum Hauptquartier der Heeresgruppe Mitte getötet werden sollte, war Eggert aktiv beteiligt. Es kam nicht dazu, weil Hitler den Besuch kurzfristig absagte. Generalmajor von Tresckow fragte Eggert am 15. Juni 1944, ob er bereit sei, eine Bombe im Führerhauptquartier zu deponieren. Angesichts fehlender Ortskenntnisse sowie Zugangsschwierigkeiten wurde dieser Plan wegen schwacher Erfolgsaussichten verworfen.
Nach dem Attentat vom 20. Juli 1944 konnte Eggert, wie wenige andere Mitverschwörer auch, der Verhaftung entgehen, weil Fabian von Schlabrendorff trotz schärfster Folter die Namen seiner Kameraden nicht preisgab.